# Daniel Akaka
Daniel Kahikina Akaka (Honolulu, 11 september 1924 – Honolulu, 6 april 2018) was een Amerikaans politicus. Hij was lid van de Democratische Partij en senator voor Hawaï van 1990 tot 2013. Daarvoor was hij afgevaardigde voor het 2e district van Hawaï van 1977 tot 1990.

## Levensloop
Tijdens de Tweede Wereldoorlog diende hij bij de genie in het Amerikaanse leger; hij was onder andere gelegerd op de eilanden Saipan en Tinian. Na de oorlog behaalde hij een Bachelor of Education (1952) en een Master of Education (1966) aan de Universiteit van Hawaï in Manoa.
Hij was getrouwd met Mary Mildred Chong. Samen hadden zij vijf kinderen. Akaka overleed in 2018 op 93-jarige leeftijd.

## Politieke carrière
Akaka werd in 1976 gekozen in het Huis van Afgevaardigden, en werd daarna zevenmaal herkozen. In april 1990 werd hij na de dood van senator Spark Matsunaga door John Waihee, gouverneur van Hawaï, benoemd om zijn zetel tijdelijk in te nemen, In november van datzelfde jaar werd Akaka op eigen kracht gekozen.
In de senaat is Akaka onder andere opgekomen voor de rechten van de oorspronkelijke bevolking van Hawaï. Hij was ook voorzitter van de commissie voor veteranenzaken. In april 2006 werd hij door Time aangewezen als een van vijf slechtst functionerende senatoren.
- Library of Congress Control Number: n99056816
- National Archives and Records Administration: 10575499
- Nationale Bibliotheek van Israël: 987007374186405171
- SNAC: w6c12830
- Biographical Directory of the United States Congress: A000069
- Virtual International Authority File: 171370336
- WorldCat: E39PCjKMK96tfP6kkVtPwcw4md